# Endocardio
L'endocardio è la sottile membrana traslucida e biancastra che riveste internamente tutte le cavità cardiache, adattandosi a tutte le irregolarità della loro superficie (muscoli pettinati e papillari, corde tendinee, trabecole carnee di secondo e terzo ordine). Esso ricopre inoltre le superfici valvolari. Insieme a epicardio e miocardio forma la parete del cuore.

## Struttura

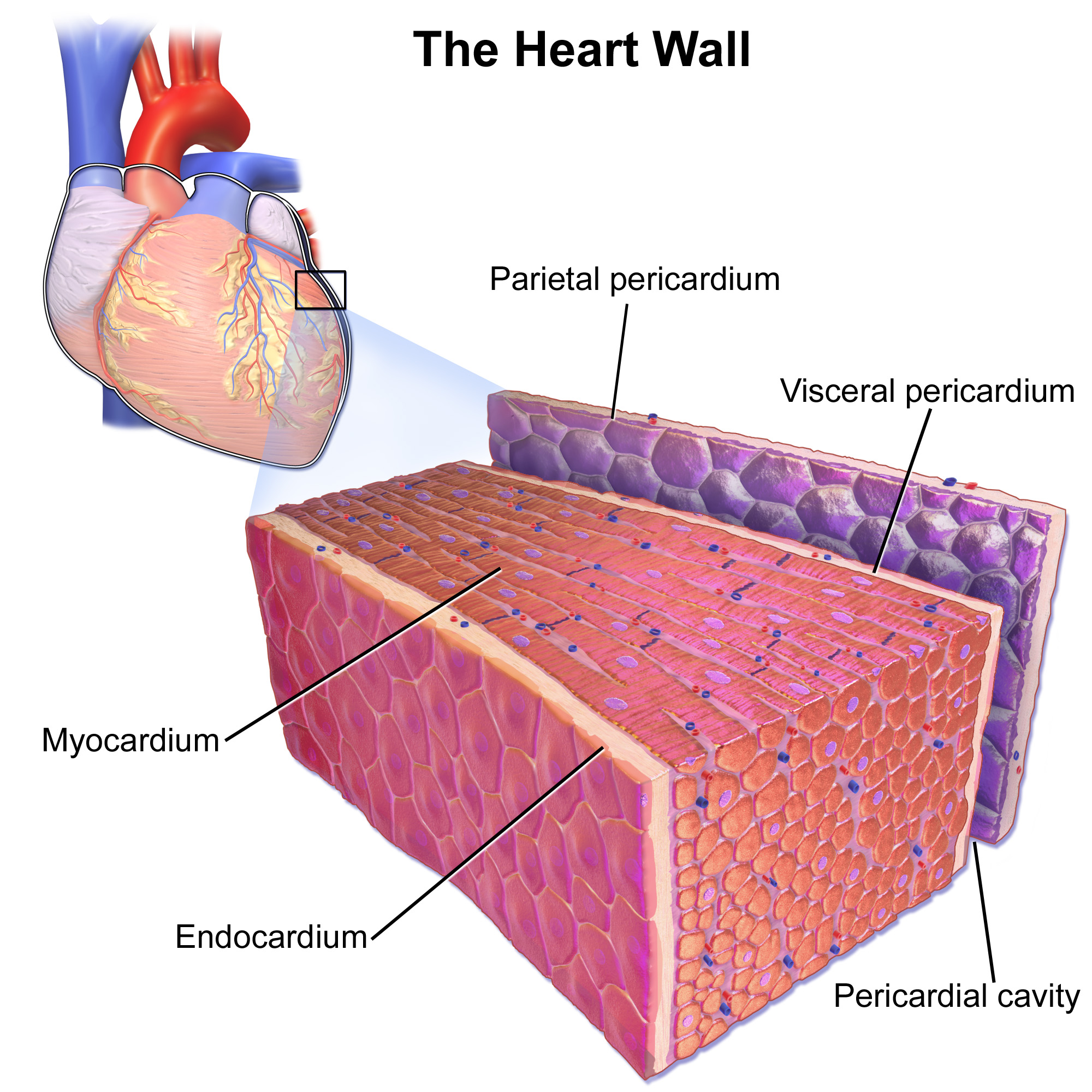
La parete cardiaca

È composto di più strati: più superficialmente si trova lo strato di cellule endoteliali di forma poligonale, che formano uno strato liscio che continua con l'endotelio dei vasi afferenti ed efferenti del cuore; si passa poi a una lamina propria composta da fibre elastiche e miocellule, la quale si prolunga in uno strato sottoendocardico di tessuto connettivo lasso.

### Strato sottoendocardico
Questo strato sottoendocardico ha particolari funzioni: esso ancora saldamente l'endocardio alle pareti delle cavità cardiache, collegandosi al connettivo interstiziale del miocardio, è vascolarizzato e svolge una funzione trofica. Manca in corrispondenza dei muscoli papillari e in questo strato sono presenti le reti sottoendocardiche del cuore, fondamentali per la trasmissione dello stimolo contrattile a tutto il miocardio.

## Derivazione embriologica
L'endocardio deriva dallo strato endoteliale delle formazioni che danno vita a tutto il cuore, i tubi endocardici, che a loro volta si formano dal mesoderma.